# Talliumsulfat
Talliumdisulfat, Tl2SO4, är en kemisk förening (ett talliumsalt) som bland annat förekommer i små halter i elektrolytiska bad. Saltet är färg-, lukt- och smaklöst, men är väldigt giftigt.
Talliumsulfat kan komma in i kroppen genom oralt intag, genom andning eller genom huden. Väl inne i kroppen stör talliumjonen (Tl+) de processer som transporterar kalium- och natriumjoner och koncentrerar sig i levern, njurarna och hjärnan.